# 円軌道
円軌道（、英: circular orbit）は、楕円軌道の特別な場合、すなわち離心率 e が0であるものを言う。

人工衛星で円軌道という場合は、完全にゼロでなくても一定以下ならばこう呼ぶことが多い。一般に一定の高度から地表などを観測するリモートセンシング衛星は円軌道を採用することが多い。また、静止軌道は必ず円軌道である。
太陽系の惑星は概ね離心率が小さく円軌道をなすが、かつて惑星であった冥王星は当時の惑星としては例外的に離心率が大きく、近日点付近では海王星よりも太陽からの距離が近くなることで知られている。また、火星も比較的離心率が大きく、これが幸いしてヨハネス・ケプラーが惑星の運動法則であるケプラーの第一法則を発見するのが容易になった。

## 関連記事
- 楕円軌道
- 人工衛星の軌道
- ケプラーの法則
- 万有引力
- ニュートン力学